# Venus de Willendorf
La Venus de Willendorf es una venus paleolítica datada entre los    años 27 500 y 25 000 a. C. Fue hallada en 1908 por el trabajador Johann Veran o Josef Veran durante las excavaciones dirigidas por los arqueólogos Josef Szombathy, Hugo Obermaier y Josef Bayer en un yacimiento paleolítico cerca de Willendorf (Austria), a orillas del Danubio. Actualmente se conserva en el Museo de Historia Natural de Viena, Austria. La figura proviene del territorio moravo, hoy día en la República Checa.

## Descripción
La figura de esta mujer desnuda, de unos 11 centímetros de alto, 6 de ancho y 4,5 de grueso, con 15 centímetros de circunferencia, fue esculpida en un tipo de piedra caliza denominada oolito y tintada con ocre rojo. Se caracteriza por sus brazos pequeños, caderas anchas, pies pequeños, órganos sexuales marcados, vientre abultado, senos grandes y no tiene rostro y parece que algo la cubre.
El conjunto respeta la ley de frontalidad aunque la cabeza parece «mirar» ligeramente hacia el seno mamario derecho. Parece ser una representación no convencional de una mujer, no realista, ya que su abdomen, nalgas (en las que se muestra esteatopigia) y mamas son extremadamente voluminosas, de donde muchos estudiosos han deducido una fuerte relación con el concepto de la fertilidad. Los brazos, tan delgados y casi imperceptibles, se doblan sobre los senos. No tiene una cara visible, con la cabeza cubierta por lo que pueden ser trenzas, un tipo de peinado o una capucha, e inclinada hacia adelante. El abdomen posee un notorio hueco que representa el ombligo. El abultado pubis se expande sobre unos gruesos muslos. Aunque las piernas son anatómicamente muy acertadas, las rodillas están juntas y los pies —que no han sido representados (o se han perdido)— estarían separados, por lo que la escultura termina a la altura de los tobillos.

## Contexto arqueológico
El yacimiento de Willendorf es en realidad un conjunto de siete ocupaciones del Paleolítico Superior, en un campo de loess del valle del Danubio. La estatuilla apareció en el Asentamiento II, cuya estratigrafía se extiende desde una base Auriñaciense, hasta el Pavloviense (una denominación local del Magdaleniense), y se considera que data de la fase Gravetiense.
La capa número 9, la que contenía la figurita, deparó una industria lítica compuesta por hojas de borde abatido, piezas truncadas y puntas de muesca de un tipo anterior al que se da en los niveles de Kostienki. En 1990, después de un análisis revisado de la estratigrafía del yacimiento se estimó con datación relativa que tiene entre 22 000 y 24 000 años de antigüedad.

## Interpretación

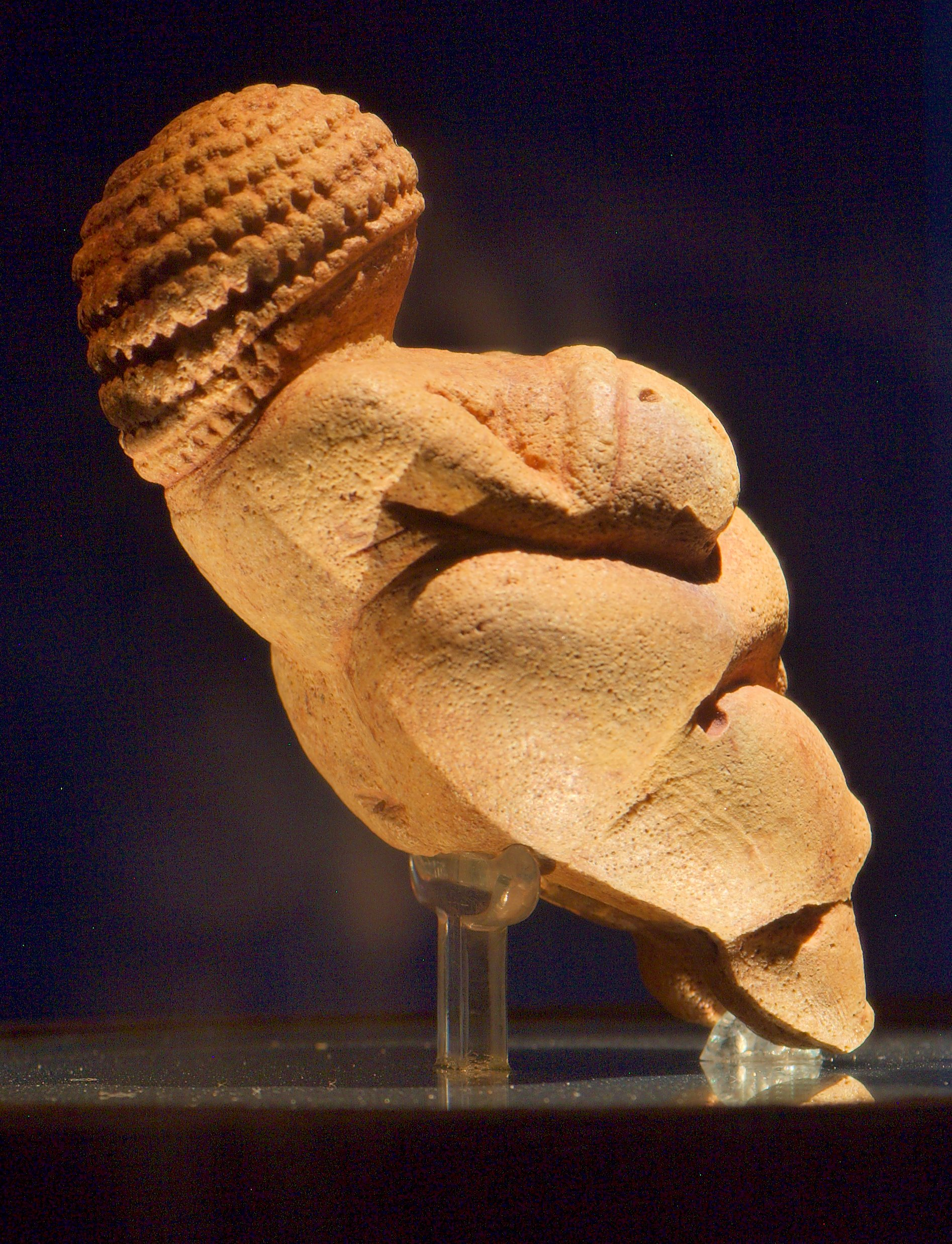
La venus de Willendorf de perfil.

Muy poco se sabe de su origen, método de creación o significado cultural. 
Algunos autores sospechan que se trataría de la Madre Tierra de la cultura europea del Paleolítico Superior, debido a que se han encontrado numerosas pruebas y figuritas del mismo tipo, distribuidas indiscriminadamente por distintos territorios en donde se desarrolló el Paleolítico Superior. Se ha sugerido que su corpulencia representaría un elevado estatus social en una sociedad cazadora-recolectora y que, además de la obvia referencia a la fertilidad, la imagen podía ser también un símbolo de seguridad, de éxito o  de bienestar.[cita requerida]
Los pies de la estatua no están esculpidos, de manera que no puede mantenerse en pie por sí misma. Por esa razón, se cree que fuera usada para ser también trasladada, ya que esa sociedad era nómada. Debido a las pocas pertenencias y posesiones de los paleolíticos, se supone que tenía una gran importancia dentro de estas sociedades. Más aún, habría sido diseñada y pensada para su permanente traslado, teniendo en cuenta su mantenimiento y cuidados futuros; un hecho excepcional de los paleolíticos, puesto que en sus desplazamientos debían atenerse a las condiciones del terreno y a cuestiones meteorológicas.
El apodo con el que es conocida (Venus) causa rechazo a algunos estudiosos actuales [cita requerida], que no ven en esta figura, con características de obesidad, la imagen clásica de la belleza. Christopher Witcombe, profesor de la Sweet Briar College, en Virginia, por ejemplo, sugiere que «la identificación irónica de estas figuras con “ideales de belleza prehistóricos” satisfacía algunos conceptos corrientes (en la época en que se descubrió), sobre lo que era el hombre primitivo, sobre las mujeres y sobre el sentido estético». Sin embargo, debido a las nulas referencias de la estatuilla a la juventud, el escaso equilibrio entre las medidas de su cuerpo y la inexistencia del rostro, ha dejado de sostenerse la idea de canon de belleza, es decir, que para sus creadores la figura representara su ideal de belleza.[cita requerida] Su nombre se atribuye a autores de comienzos del siglo XX que carecían del discurso científico aplicado a la belleza en la actualidad.

## Centenario
En agosto de 2008 el correo austríaco emitió un sello postal conmemorando el centenario de su descubrimiento. Se celebró con mucho entusiasmo, ya que fue un momento especial. Durante ese mes, la escultura fue trasladada al Museo Regional de Baja Austria en Sankt Pölten para conmemorar los citados cien años del descubrimiento de la enigmática escultura. Al regresar en helicóptero a Viena, hizo una escala en la localidad de Willendorf (lugar de su descubrimiento), situada en el paisaje danubiano del Wachau, donde se celebró una fiesta de bienvenida. Al llegar al Museo de Historia Natural de Viena, presidió la exposición "Venus de Willendorf - Enigma del Arte de la Edad de Piedra".

## El «icono» de la Venus de Willendorf en la ficción
Esta figura rupestre ha aparecido en diversas obras de ficción, tanto literarias como fílmicas, entre las que se pueden contar:
- La saga literaria Los hijos de la tierra, de la autora estadounidense Jean Marie Auel. En esta obra la Venus de Willendorf aparece como una representación y objeto de adoración de la diosa madre, la deidad principal de las supuestas tribus cromañón descritas en la novela. En la saga la estatuilla recibe diversos nombres según las diferentes tribus que surgen en el relato, al igual que la deidad que representa. Así, para los Zelandonii, tanto el objeto como la deidad reciben el nombre de Doni, en el caso de los Mamutoi, Mut, y así en cada caso. A la Venus se le atribuyen otras funciones en la obra, como el de protectora de los campamentos cuando las tribus que los ocupan se ausentan y como objeto ceremonial que se otorga a las adolescentes que atraviesan "Los Primeros Ritos" (iniciación sexual). Las características de la Venus de Willendorf son explicadas en la obra de la siguiente manera: los pechos, el vientre y los genitales abultados y exagerados son una representación de la fertilidad de la Gran Madre, mientras que la ausencia de rasgos faciales se interpreta como la imposibilidad del ser humano de contemplar el rostro de la deidad. Por último, la novela ofrece un origen fantasioso a la Venus de Willendorf, la cual sería propiedad de los personajes protagonistas, Ayla y Jondalar.

- El libro Devoradores de cadáveres, del autor estadounidense Michael Crichton. En esta novela, la Venus de Willendorf aparece como la representación de la líder o "madre" de la tribu salvaje Wendol (un grupo de hombres de Neanderthal (Homo neanderthalensis) que habitarían la Dinamarca del siglo X. Esta aparición tiene lugar también en la adaptación al cine de la obra (téngase en cuenta, sin embargo, que el arte de las venus paleolíticas, incluyendo la de Willendorf, pertenece en la realidad a la actual especie humana Homo sapiens).

- En la segunda entrega de la franquicia Hellboy, Hellboy II: El Ejército Dorado, del director Guillermo del Toro, en la escena en la que se subasta una de las tres piezas de la corona que controla al Ejército Dorado, uno de los objetos subastados es una estatua idéntica a la Venus de Willendorf, pero de tamaño descomunal.

- En la película Las brujas de Zugarramurdi, del director bilbaíno Álex de la Iglesia, hace una aparición final representada como diosa de las brujas del film.

- En la serie The young Pope, del director italiano Paolo Sorrentino, aparece la estatuilla ocupando un lugar preeminente en el despacho del papa Pío XIII, interpretado por el actor británico Jude Law.

- En la obra "Crucifixión", realizada por la artista francesa Niki de Saint Phalle, se compara directamente con la Venus de Willendorf.

- En el manga Torre de Dios (신의 탑 Shin-eh Tahp?), también conocido por su nombre en inglés Tower of God, Piso 40, El tren del Infierno, Wangnan, aparece un pintor que hace referencia a una mujer, que se refiere a ella como modelo parecida a la venus de Willendorf.

- En el videojuego Far Cry Primal de Ubisoft, en varias misiones y a lo largo de las regiones dominadas por la tribu enemiga (los Udam, humanos más parecidos a neandertales, con tendencias caníbales) se pueden encontrar varios ídolos tallados en piedra, haciendo referencia a la Venus de Willendorf, que veneran los tribales.